# 北堀篤
北堀 篤（きたぼり あつし、1950年（昭和25年）7月23日 - ）は、日本の政治家、実業家。埼玉県秩父市長（1期）、埼玉県議会議員（4期）、秩父市議会議員（2期）を務めた。

## 来歴
埼玉県秩父市中町生まれ。秩父市立高篠小学校、秩父市立高篠中学校、法政大学第一高等学校を経て、東京食糧学院を卒業。ホテル美やまに入社し、専務・取締役会長を務めた。1991年の秩父市議会議員選挙で初当選し、秩父市議会議員を2期8年務めた。1999年に行われた埼玉県議会議員選挙に秩父市と横瀬町を選挙区とする埼玉県北第1区から無所属で立候補し、18,625票を獲得し、現職で自由民主党公認の井上久との一騎討ちを制して初当選。2003年の選挙では無投票で再選。2007年の選挙では、秩父市のみに区割りが変更になった北第1区から立候補し、20,306票を獲得して、3選を果たす。2011年の選挙で、無投票で4選を果たす。埼玉県議会議員を4期14年務め、自由民主党県議団政調会長などを務めた。
県議会議員辞職後、2013年、2017年の秩父市長選挙に立候補するも落選。2017年の選挙では、15,932票獲得したが、現職の久喜邦康に90票差で敗れる。2020年10月、3度目の立候補を表明する。
2021年4月18日に行われ市長選挙に自民党の推薦を得て立候補し、現職の久喜邦康ら2候補を破り初当選した。
※当日有権者数：51,538人 最終投票率：59.85%（前回比：0.13pts）
| 候補者名 | 年齢 | 所属党派 | 新旧別 | 得票数   | 得票率 | 推薦・支持         |
| -------- | ---- | -------- | ------ | -------- | ------ | ------------------ |
| 北堀篤   | 70   | 無所属   | 新     | 14,812票 | 48.57% | （推薦）自由民主党 |
| 久喜邦康 | 66   | 無所属   | 現     | 14,516票 | 47.60% |                    |
| 保泉昌広 | 44   | 無所属   | 新     | 1,169票  | 3.83%  |                    |

2025年4月20日に行われた市長選挙に自民党・公明党の推薦を得て立候補するも、元市議の清野和彦に923票の僅差で敗れた。
※当日有権者数：48,636人 最終投票率：59.53%（前回比：0.32pts）
| 候補者名 | 年齢 | 所属党派 | 新旧別 | 得票数   | 得票率 | 推薦・支持                 |
| -------- | ---- | -------- | ------ | -------- | ------ | -------------------------- |
| 清野和彦 | 41   | 無所属   | 新     | 14,825票 | 51.61% |                            |
| 北堀篤   | 74   | 無所属   | 現     | 13,902票 | 48.39% | （推薦）自由民主党・公明党 |

## 主な公職

### 全国組織
- 全国旅館業環境衛生同業組合連合会青年部政策委員長[2]
- 全国旅館業環境衛生同業組合連合会青年部首都圏ブロック長[2]
- 都道府県観光産業振興議員連盟 事務局長[2]

### 埼玉県組織
- 自民党埼玉県議団 政調会長[2]
- 埼玉県中小企業団体中央会北部支部長[2]
- 埼玉県トライアスロン協会副会長[2]
- 埼玉県議会議員[2]

### 秩父市組織
- 一般社団法人秩父宮会 理事[2]
- ちちぶ学セミナー学長[2]
- 自民党秩父支部長[2]
- 秩父市市議会議員[2]
- 秩父ホッケー連盟会長[2]
- 秩父旅館業協同組合相談役[2]
- 秩父旅館業組合役員[2]
- 秩父商業青年経営者研究会会長[2]
- 秩父社交業組合顧問[2]
- 秩父飲食店組合顧問[2]
- ホテル美やま専務取締役[2]

## 政見・政策

### 財政
- 財政健全化[2] * 地域経済の振興と雇用の創出[2]

### 教育
- 教育環境の整備と子育て支援[2]

### 福祉
- 高齢者福祉の充実と強化[2]

### 医療
- 医療体制の一層の充実[2]

### 女性活躍
- 女性活躍の促進[2]

## 人物
- 埼玉県秩父市にある老舗旅館「ホテル美やま」の経営者であり、秩父市の基幹産業である観光業界への影響力は非常に大きい。
- 小学校時代にはソフトボールを、高校時代には野球と体操をやっていた｡
- 埼玉県トライアスロン協会副会長や秩父ホッケー連盟会長であり、スポーツ振興にも力を入れている。

### 性格
- 真面目すぎるくらい真面目である。[要出典]

### 信条
- いつもあなたと共に。ともに考え、ともに行動。

### 交友関係
- 埼玉県ホテル旅館生活衛生同業組合・全国旅館ホテル生活衛生同業組合連合会をはじめ、数多くの県議会議員、国会議員とネットワークを持っている。

## エピソード
秩父渓流会の顧問であり、幼少期にアンマ釣りを楽しんでから釣りをやっている。